# Most drewniany w Wyszogrodzie
Most drewniany w Wyszogrodzie – drewniany most na Wiśle łączący Wyszogród ze wsią Kamion, rozebrany w 1999 roku po oddaniu do użytku nowego mostu w Wyszogrodzie.

## Historia
Miejsce pod przeprawę zostało przygotowane podczas I wojny światowej w 1916 roku, gdy saperzy niemieccy wznieśli w tym miejscu most stalowy na filarach drewnianych. Po zniszczeniu we wrześniu 1939 roku, most został odbudowany w 1944 roku jako całkowicie drewniany. Wysadzony w styczniu 1945, po odbudowie i kolejnych naprawach otrzymał stalowe przęsła, zachowując jednak drewniany pomost i filary. W związku z fatalnym stanem technicznym i wysokimi nakładami koniecznymi na ochronę konstrukcji przed skutkami wezbrań i naporu kry, most został rozebrany w 1999 roku po otwarciu powstałego w sąsiedztwie nowego mostu. Zachowany w charakterze platformy widokowej został jedynie dwuprzęsłowy odcinek konstrukcji po stronie Wyszogrodu, ale i on uległ rozbiórce w maju 2013 roku.